# Richard Hindersson
Elis Richard Hindersson, född 24 december 1877 i Degerby, död 5 april 1948 i Helsingfors, var en finländsk veterinär. 
Hindersson blev student 1897, avlade veterinärexamen 1902 och blev veterinärmedicine doktor i Leipzig 1912. Han var föreståndare för Statens veterinärmedicinska laboratorium 1909–1948 och kan betraktas som en banbrytare för den vetenskapliga veterinärmedicinen i Finland. Han tilldelades professors titel 1942 och blev veterinärmedicine hedersdoktor i Stockholm 1945.